# Appareil photographique reflex bi-objectif
Pour les articles homonymes, voir Appareil photographique reflex.
Un appareil photographique reflex bi-objectif (en anglais : TLR pour «  twin-lens reflex ») est un type d'appareil photographique caractérisé par l'utilisation de deux objectifs, l'un servant à la visée, l'autre à la prise de vue.

## Construction

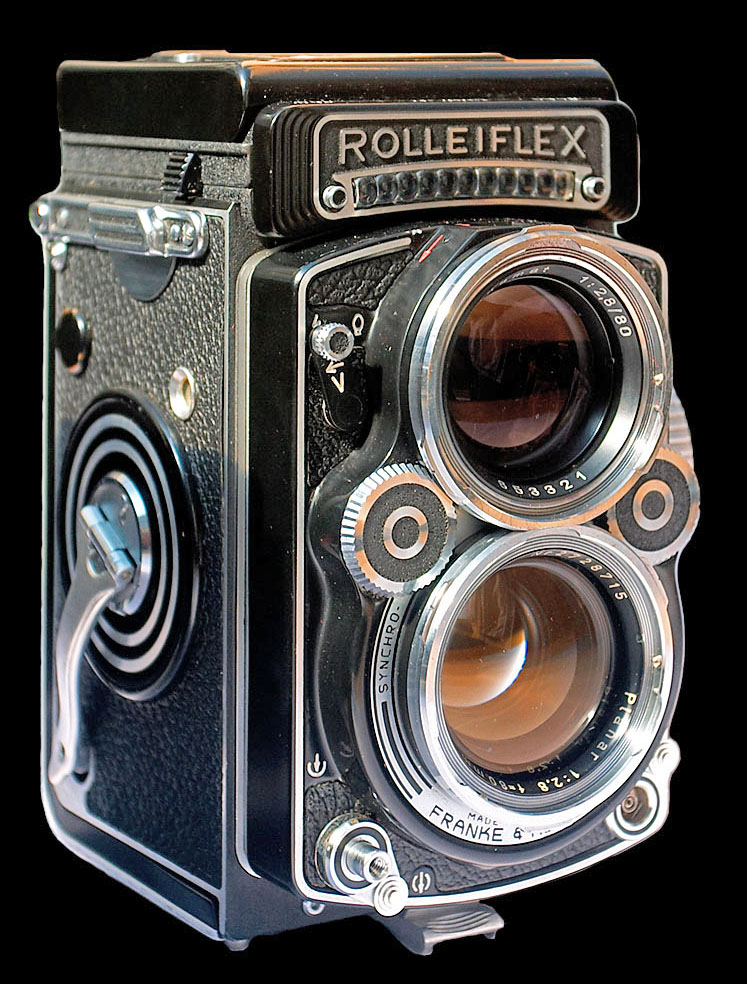
Rolleiflex

Les deux objectifs sont situés à l'avant de l'appareil.
- L'un (souvent celui du haut pour les appareils verticaux) sert à la visée. La lumière qui le traverse est réfléchie vers le haut, par un miroir fixe positionné à 45° en direction d'un verre dépoli servant au cadrage et à la mise au point (qui peut être télémétrique). C'est normalement un triplet (trois lentilles) calculé pour fournir la plus grande luminosité possible.
- L'autre (souvent celui du bas pour les appareils verticaux) sert à la prise de vue. Il focalise les rayons lumineux vers le plan du film, le plus souvent à travers un obturateur central. Il est généralement pourvu d'une formule optique de haute qualité à quatre lentilles (de type Tessar), ou encore plus élaborée, par exemple à cinq lentilles.

Afin d'assurer la mise au point précise par la visée, les deux objectifs sont presque toujours montés sur une platine commune permettant leur déplacement simultané.

## Avantages et inconvénients
Ce type d'appareil, le plus souvent en moyen format carré de 6 × 6 cm, utilise un film argentique en bobine de format 120, ou quelquefois 220 (sans papier support). Il existe cependant en version plus compacte 4 × 4 cm, en usage des années 1930 à 1960, admettant la pellicule en bobine de format 127 (Rolleiflex Baby).
Ses inconvénients sont le poids assez important et l'encombrement inhérents à tout appareil de moyen format, une visée jugée parfois délicate liée à l'absence de dispositif redresseur d'image (l'image projetée sur le verre de visée est inversée latéralement de gauche à droite) et, surtout pour les appareils à objectifs interchangeables, leur prix élevé du fait de leur montage en double.
L'utilisateur d'un reflex bi-objectif doit également composer avec la parallaxe de visée, phénomène inhérent aux appareils photographiques dont les optiques de visée et de prise de vue sont distinctes. De ce fait, le cadrage de l'image visible sur le verre dépoli est décalé par rapport à l'image photographiée. La correction de la parallaxe consiste, sur un reflex bi-objectif, à déplacer l'appareil sur un axe vertical ascendant, après avoir effectué le cadrage, de telle sorte que l'objectif de prise de vue se trouve au niveau qu'occupait l'objectif de visée, au moment où le cadrage a été effectué. La parallaxe de visée est d'autant plus importante que le sujet photographié est proche et elle varie en fonction de la focale. Le facteur de correction à appliquer n'est donc pas linéaire. Certains reflex bi-objectif, tels le Mamiya C220 à objectifs interchangeables, intègrent un abaque permettant de lire la correction de parallaxe à appliquer, en fonction du déploiement du soufflet (distance de mise au point) et de la focale utilisée. Le facteur de correction retenu doit ensuite être reporté sur des repères fixes (lignes) visibles sur le verre dépoli. Plus perfectionné, le Mamiya C330 affiche directement la correction à appliquer dans le viseur, au moyen d'une aiguille mobile. 
Au cours des années 1970, le reflex bi-objectif se voit progressivement concurrencé par des boîtiers reflex mono-objectifs de petit ou de moyen format, souvent moins encombrants, sans phénomène de parallaxe de visée et surtout dotés, au fil des années, de plus en plus d'automatismes.
L'âge d'or du reflex bi-objectif se situe entre les années 1930 et 1970. Malgré l'avènement de la photo numérique professionnelle, il reste utilisé par certains photographes professionnels et amateurs qui en apprécient la mise en opération rapide et silencieuse, la solidité et la qualité de construction, et enfin la stabilité de la visée à hauteur de poitrine, très favorable à la composition des portraits américains et en pied. Le Rolleiflex bi-objectif 6 × 6 cm a fait l'objet de plusieurs rééditions.

## Principaux appareils bi-objectif (par marque et par ordre chronologique)

### Mamiya
- Mamiyaflex Junior ;
- Mamiyaflex Automatic A ;
- Mamiyaflex C ;
- Mamiyaflex C2 ;
- C3 ;
- C33 ;
- C220 ;
- C330 F ;
- C330 S.

### Minolta
- Minoltaflex I ;
- Minoltaflex Automat ;
- Minoltaflex II ;
- Minoltaflex IIb ;
- Minoltacord ;
- Minoltaflex III ;
- Minoltacord Automat ;
- Autocord ;
- Autocord L ;
- Miniflex.

### Seagull (Light Industrial Products)
- Seagull 4 ;
- Seagull 4A.

### Lubitel
- « Komsomolets »
- Lubitel
- Lubitel 2
- Lubitel 166
- Lubitel 166B
- Lubitel 166 Universal
- Lubitel 166+